# Exibart
exibart è una testata giornalistica di informazione dedicata ad arte, architettura, design, cinema, teatro di ricerca, musica e cultura generale, diffusa sia in formato digitale sia in formato cartaceo. Il suo slogan è: «Il marchio storico dell’arte contemporanea. Indispensabile per essere sempre informati».

## Storia

### 1996: la nascita del portale exibart
exibart nasce come portale Internet nel 1996, su iniziativa di Giovanni Sighele, che affidò nel 1999 la direzione editoriale a Massimiliano Tonelli. Nel 2000, lo stesso Sighele creò la casa editrice EMMI - Edizioni multi modali italiane srl., trasformando exibart in una piattaforma informativa multicanale..

### 2002-2010: da exibart.onpaper ad exibart.tv
Nel marzo 2002 uscì il primo numero di exibart.onpaper, un freepress distribuito ogni 90 giorni in 60.000/65.000 copie con un formato tabloid da 88 a 120 pagine a colori, a seconda dei numeri. Negli anni successivi, il giornale si affermò come una importante rivista italiane di informazione, approfondimento ed aggiornamento dedicate al mondo dell’arte e a quelli affini, con una serie di finestre sul panorama internazionale, notizie dal mercato e approfondimenti sulle più importanti questioni di attualità, moda, architettura, design, musica elettronica, teatro di ricerca, fumetto ed altro.
Nel 2006 ha debuttato exibart.tv, fruibile sia dal web che da dispositivi mobili, con un palinsesto di servizi su mostre, eventi e protagonisti dell’art system.

### 2011-oggi: exibart.edizioni e nuovi progetti
Adriana Polveroni ha coperto il ruolo di direttrice dal 2012 al 2017 anno in cui, a seguito della sua nomina a direttrice di ArtVerona, Matteo Bergamini e Cesare Biasini Selvaggi divengono rispettivamente Direttore Responsabile e Direttore Editoriale. Nel 2012 approda a exibart Federico Pazzagli, prima assumendo la direzione marketing e lo sviluppo commerciale, poi diventando, nel 2028, Direttore Generale.
Sotto la sua direzione, dal 1º dicembre 2022 Giulia Ronchi viene nominata direttrice responsabile, mentre Cesare Biasini Selvaggi è confermato direttore editoriale.
Dal gennaio 2017 la rivista è invece edita da exibartlab srl. Lo stesso anno è stata fondata anche la exibart.edizioni. Al 2017 exibart registra 800.000 visualizzazioni al mese su exibart.com e 125.000 iscritti alla community, mentre exibart.tv ha più di 20.000 visualizzazioni per video, con un record di 600.000 visualizzazioni per un singolo video (dati Google Analytics). Sempre nel 2017 è stata lanciata l’app, disponibile sia per Android che per iOS, e la piattaforma exibart.service, confermando così la vocazione multicanale del progetto.
Nel 2018 è stato pubblicato il numero 100.

### 2020-oggi: exibart prize
Dal 2020 exibart ha creato un premio dedicato all’arte e a tutte le sue declinazioni diventando un punto di riferimento per gli artisti di varie discipline e che celebra il meglio dell'arte contemporanea.
I vincitori delle precedenti edizioni sono:
1ª edizione: Emilio Vavarella
2ª edizione: Luca Staccioli
3ª edizione: Edson Luli
4ª edizione: Elena Ketra

## Pubblicazioni
Cesare Biasini Selvaggi, 222 artisti emergenti su cui investire, 2018, Roma, ExibartLab s.r.l, 2017. ISBN 978-88-85553-01-9
Cesare Biasini Selvaggi, 222 artisti emergenti su cui investire, 2019, Roma, ExibartLab s.r.l, 2019. ISBN 978-88-85553-02-6
Cesare Biasini Selvaggi, 222 artisti emergenti su cui investire, 2021, Roma, ExibartLab s.r.l, 2021. ISBN 978-88-85553-03-3